# Plasmodium falciparum
Espèce
Plasmodium falciparum est une des espèces de Plasmodium, des parasites qui causent le paludisme chez l'être humain. Il est transmis par la piqûre d'anophèle femelle (un moustique). P. falciparum  est le plus dangereux de ces parasites causant le paludisme car il entraîne le taux de mortalité le plus élevé. En outre, il représente 80 % de toutes les infections malariques humaines et 90 % des décès. Il est plus répandu en Afrique subdésertique que dans d'autres régions du monde.

## Cycle de reproduction
Le cycle de reproduction comprend deux modes et a lieu chez deux hôtes différents :
1. Le cycle asexué ou schizogonie se produit chez l'être humain
2. Le cycle sexué ou sporogonie se produit chez l'insecte

1. Le cycle chez l'être humain
  - Le parasite de l'anophèle passe de sa salive au sang de l'être humain.
  - Invasion de la circulation sanguine sous forme sporozoïtes.
  - Atteint le foie et transformation en mérozoïte.
  - Mérozoïtes envahissent les globules rouges et provoquent leur éclatement et la libération de toxines.
  - Différenciation des mérozoïtes en gamètes.
  - Ingestion des gamètes par un moustique, fécondation et développement dans l'insecte. Migration du parasite au niveau des glandes salivaires.
2. Le cycle chez l'insecte
  - Les gamètes mâles et femelles forment des oocystes.
  - Les oocystes contiennent des sporozoïtes.
  - Sporozoïtes vont migrer vers les glandes salivaires.

## Origine
On trouve des parasites proches de Plasmodium falciparum chez les chimpanzés et aussi plusieurs souches chez le gorille dont une se révèle extrêmement proche de la souche qui infecte l'homme. Chez l'homme, le parasite serait ainsi arrivé via des gorilles subsahariens il y a 10 000 à 450 000 ans.